# Caryomyia cucurbitata
Caryomyia cucurbitata är en tvåvingeart som beskrevs av Gagne 2008. Caryomyia cucurbitata ingår i släktet Caryomyia och familjen gallmyggor. Inga underarter finns listade i Catalogue of Life.